# Little Woolton
Little Woolton var en civil parish från 1866 till 1922 då den blev en del av Liverpool, i distriktet Liverpool, i grevskapet Lancashire (nu Merseyside), i England. Denna civil parish hade 1 319 invånare år 1921. Little Woolton var ett distrikt från 1894 till 1913 då den blev en del av Liverpool.